# David Bryant (Bassist)
David S. Bryant (* 1922 in Chicago; † 1. Mai 2000 in Los Angeles) war ein US-amerikanischer Jazzmusiker (Kontrabass).
Bryant wuchs in Los Angeles auf; die finanzielle Situation seiner Familie erlaubte ihm erst, während seiner Schulzeit auf der Junior Highschool ein Instrument zu lernen, zunächst Geige, bevor er zum Kontrabass wechselte, den er in der Schulband der Jordan High School spielte. Während des Zweiten Weltkriegs leistete er den Militärdienst in der US-Armee ab und spielte in einer Armyband, stationiert in Nordafrika und Italien. Nach einer Tuberkuloseerkrankung und der Rückkehr in die Vereinigten Staaten setzte er seine musikalische Ausbildung fort und spielte in dieser Zeit mit Buddy Collette und Charles Mingus; Unterricht hatte er bei Red Callender und Lloyd Reese. Er tourte mit Nellie Lutcher; 1946 arbeitete er in Hollywood im Orchester von Joe Swanson, mit dem erste Plattenaufnahmen entstanden.
In den 1950er-Jahren spielte Bryant in Los Angeles u. a. mit Gerald Wilson, Charlie Parker, Percy Mayfield, Al Haig und Sonny Criss, ab den späten 1960er-Jahren gehörte er den verschiedenen Bandprojekten von Horace Tapscott an sowie dem Pan Afrikan Peoples Arkestra (Live at Widney High December 26th, 1971). Im Bereich des Jazz war er zwischen 1946 und 1987 an 25 Aufnahmesessions beteiligt.